# 白河みずな
白河 みずな（しらかわ みずな、2002年2月28日 - ）は、日本の女性声優。東京都出身。ソニー・ミュージックアーティスツ所属。

## 略歴
2017年10月29日、ソニー・ミュージックアーティスツ主催のオーディション『アニストテレス vol.6』でグランプリを獲得。当時の名義は田中 みずな。

## 人物
趣味は、歌うこと、寝ること、ゲームをプレイすること。
特技は、百人一首、スープを作ること。
衝撃を受けた声優に松岡禎丞を挙げている。

## 出演
太字はメインキャラクター。

### テレビアニメ
- SELECTION PROJECT（2021年、小泉詩[4]）
- 金装のヴェルメイユ〜崖っぷち魔術師は最強の厄災と魔法世界を突き進む〜（2022年、女子）

### ゲーム
- BATON=RELAY（2020年、小見川薫）[5]
- モンスターストライク（2022年、ロンギヌス[6]）
- 共闘ことばRPG コトダマン（2023年、ンモック[7]、レッサーニャ[8]）
- シャインポスト Be Your アイドル!（2025年、小紫桃果[9]）

### テレビ番組
- 声技の英雄（2021年10月5日 - 2022年3月29日、TOKYO MX）[10]
  - 声技の英雄 2022-2023 edition（2022年10月4日）[11]

### ウェブ番組
- 音泉女子高生（2019年6月12日 - 2022年6月28日、YouTube）[12]
- こどものためのクラシック【ソニー音楽財団】（2022年3月15日 - 、YouTube） - れみちゃん（声） 役[13]

### ウェブラジオ
- SMA VOICE RADIO RELAY「Girls side」 第1 - 3回（2020年7月20日 - 8月17日、SMA VOICE）[14]

### 舞台
- ヒロセプロジェクト舞台公演第32弾 HIROSE PROJECT LIVE vol.32「アシタボシ 2020」（2020年11月21日 - 24日、ラゾーナ川崎プラザソル） - 女の子 役（チーム星）[15]
- アサルトリリィ 御台場女学校編 -The Empathy Phenomenon-（2022年2月17日 - 28日、紀伊國屋サザンシアター TAKASHIMAYA） - 岸田英 役[16]
- ソフトボイルド「戦国送球〜バトルボールズ外伝〜天上天下唯我独尊」（2022年6月22日 - 26日、新宿シアターサンモール） - 月野るり 役[17]
- メイホリック「メイドランカー！詰り蹴落とし跪け乙女」（2022年11月23日 - 27日、CBGKシブゲキ!!） - ヴァンダ 役[18]

### 朗読劇
- 音楽朗読劇団 18馬力 旗揚げ公演「笑顔のペテン師 -序章-」（2018年2月2日・3日、APOCシアター）[19]
- maruxenon Presents 劇団18馬力 2019年春公演（2019年3月28日、恵比寿天窓.switch）[20]
  - 「類は友呼ぶことわざ奇縁」 - タヌキ 役
  - 「ひじり15歳」
  - 「二羽の鳩の蒼い空」 - イネス（女の子） 役
- Act Session
  - vol.1「喜笑転結」（2022年2月13日、浅草九倶楽部 浅草九劇）[21]
  - vol.1.5「喜笑転結」（2022年9月9日 - 10日、アトリエファンファーレ東新宿）[22]
- 爆走おとな小学生「東京怪獣物語」（2022年4月22日 - 24日、アトリエファンファーレ高円寺） - モモ 役[23]
- ソフトボイルド
  - 小生とアトムの世界列車（2022年8月6日 - 7日、アトリエファンファーレ高円寺） - エミリ 役[24]
  - 人生一度だけの魔法（2022年11月4日 - 5日、シアターグリーン BASE THEATER） - アイリス 役[25]
  - イヤホン（2023年2月3日 - 5日、参宮橋トランスミッション） - さつき 役[26]
- オワジュラ「転生したら大恐竜時代でオワタ。〜ジュラ紀で絶望編〜」（2023年3月3日 - 5日、参宮橋トランスミッション） - イグアノっぴ 役[27]
- マッチングアプリ:アップルボム(仮)（2023年7月26日 - 30日、シアターサンモール） - さくら 役
- 『シアター 』再演（2024年5月15日 - 26日、シアター風姿花伝） - 白石すみれ 役、ふうこ 役
- 放課後に星はみえるか（2025年2月21日・22日、CBGKシブゲキ!!） - 早乙女珠朞 役[28][29]

### その他
- VoiSona こむらさきももか（2024年）

## ディスコグラフィ

### キャラクターソング
| 発売日         | 商品名                               | 歌                   | 楽曲                                     | 備考                                                |
| -------------- | ------------------------------------ | -------------------- | ---------------------------------------- | --------------------------------------------------- |
| 2020年6月17日  | Start me up/かけだしのモノローグ     | BATON=RELAY Project  | 「Start me up」 「かけだしのモノローグ」 | ゲーム『BATON=RELAY』関連曲                         |
| 2020年6月17日  | Start me up/かけだしのモノローグ     | April4               | 「四月のDreams come true」               | ゲーム『BATON=RELAY』関連曲                         |
| 2020年6月17日  | ミライ=バトン                        | BATON=RELAY Project  | 「ミライ=バトン」                        | ゲーム『BATON=RELAY』関連曲                         |
| 2020年6月17日  | ミライ=バトン                        | April4               | 「MAJI de MAGIA」                        | ゲーム『BATON=RELAY』関連曲                         |
| 2021年10月27日 | SELECTION PROJECT メインテーマCD     | 9-tie                | 「Glorious Days」                        | テレビアニメ『SELECTION PROJECT』オープニングテーマ |
| 2021年10月27日 | SELECTION PROJECT メインテーマCD     | 9-tie                | 「Only one yell」                        | テレビアニメ『SELECTION PROJECT』エンディングテーマ |
| 2021年10月27日 | SELECTION PROJECT メインテーマCD     | 9-tie                | 「SELECTION HEROINE」                    | テレビアニメ『SELECTION PROJECT』イメージソング     |
| 2021年12月22日 | SELECTION PROJECT ユニットソングCD   | 9-tie                | 「Naked Blue」 「いつか かなう 夢」      | テレビアニメ『SELECTION PROJECT』挿入歌             |
| 2021年12月22日 | SELECTION PROJECT ユニットソングCD   | GAPsCAPs             | 「NOiSY MONSTER」                        | テレビアニメ『SELECTION PROJECT』挿入歌             |
| 2022年3月30日  | SELECTION PROJECT BD・DVD第4巻特典CD | GAPsCAPs             | 「爆進FiRE SESSION」                     | テレビアニメ『SELECTION PROJECT』関連曲             |
| 2022年3月30日  | SELECTION PROJECT BD・DVD第4巻特典CD | 小泉詩（白河みずな） | 「Only one yell」                        | テレビアニメ『SELECTION PROJECT』関連曲             |

### 参加楽曲
| 発売日        | 商品名                               | 歌                                                       | 楽曲                           | 備考                                        |
| ------------- | ------------------------------------ | -------------------------------------------------------- | ------------------------------ | ------------------------------------------- |
| 2019年2月27日 | 近田春夫ベスト～世界で一番いけない男 | 近田春夫                                                 | 「みんなでハッピーバースデー」 | コーラス参加                                |
| 2019年4月29日 | Un Suono                             | DUSTY FRUITS CLUB                                        | 「Herz」                       | コーラス参加                                |
| 2021年9月4日  | #青春モード                          | 音泉女子高生                                             | 「#青春モード」                | YouTube配信番組『音泉女子高生』テーマソング |
| 2022年3月23日 | ノンピリオド                         | 白河みずな、戸谷菊之介、日原あゆみ、柳澤良音、山口諒太郎 | 「ノンピリオド」               | TOKYO MX「声技の英雄」プロジェクト          |

## ライブ・イベント

### 合同ライブ
| 出演日            | タイトル                                                     | 会場                                          | 備考 |
| ----------------- | ------------------------------------------------------------ | --------------------------------------------- | --- |
| 2018年2月15日     | maruxenon Live Vol.23                                        | 恵比寿天窓.switch（東京都）                   | [ 33 ] |
| 2018年4月22日     | maruxenon Live Vol.24                                        | 恵比寿天窓.switch（東京都）                   | [ 34 ] |
| 2018年5月20日     | maruxenon Live Vol.25 & 劇団18馬力 ジョイント公演            | 赤坂グラフィティ（東京都）                    | ライブパートのみ出演 |
| 2018年8月2日      | maruxenon Live Vol.26                                        | 恵比寿天窓.switch（東京都）                   | [ 36 ] |
| 2018年11月15日    | SMA presents maruxenon Live                                  | 恵比寿天窓.switch（東京都）                   | [ 37 ] |
| 2018年12月18日    | maruxenon Live Vol.28                                        | 恵比寿天窓.switch（東京都）                   | [ 38 ] |
| 2019年2月6日      | maruxenon Live Vol.29 VS DUSTY FRUITS CLUB                   | CLUB CRAWL（東京都）                          | [ 39 ] |
| 2019年3月8日      | 969 meets DUSTY FRUITS CLUB                                  | CLUB CRAWL（東京都）                          | DISCO DE FRUITSとして出演 |
| 2019年5月12日     | maruxenon Live Vol.30                                        | 恵比寿天窓.switch（東京都）                   | [ 41 ] |
| 2019年7月4日      | maruxenon Live Vol.31 with DUSTY FRUITS CLUB                 | CLUB CRAWL（東京都）                          | [ 42 ] |
| 2019年8月2日      | minimal/xenon                                                | Goodstock Tokyo（東京都）                     | [ 43 ] |
| 2019年8月14日     | BATON=RELAY presents maruxenon Live                          | ヤマハ銀座スタジオ（東京都）                  | [ 44 ] |
| 2019年8月22日     | DUSTY FRUITS NIGHT                                           | CLUB CRAWL（東京都）                          | DISCO DE FRUITSとして出演 |
| 2019年11月13日    | maruxenon Live Vol.33                                        | 恵比寿天窓.switch（東京都）                   | [ 46 ] |
| 2020年1月17日     | maruxenon Live Vol.34 with Symphonic DFC                     | 恵比寿天窓.switch（東京都）                   | [ 47 ] |
| 2020年2月8日      | JOYSOUND presents 小山剛志カラオケ企画第11弾「カラオケMAX」  | カルッツかわさき（神奈川県）                  | 音泉女子高生としてオープニングアクト（夜の部） |
| 2020年7月22日     | maruxenon Live Vol.35                                        | 恵比寿天窓.switch（東京都） ※無観客配信ライブ | [ 49 ] |
| 2020年8月12日     | maruxenon Live Vol.36                                        | CLUB CRAWL（東京都） ※無観客配信ライブ        | [ 50 ] |
| 2020年9月17日     | maruxenon Live Vol.38                                        | Goodstock Tokyo（東京都） ※無観客配信ライブ   | [ 51 ] |
| 2020年10月22日    | maruxenon Live Vol.39                                        | 恵比寿天窓.switch（東京都） ※無観客配信ライブ | [ 52 ] |
| 2020年11月13日    | SMA VOICE Special Live vol.1.0 with maruxenon                | 恵比寿天窓.switch（東京都） ※無観客配信ライブ | [ 53 ] |
| 2021年1月21日     | maruxenon Live Vol.40                                        | GRAPES KITASANDO（東京都） ※無観客配信ライブ  | [ 54 ] |
| 2021年2月4日・5日 | maruxenon Live Vol.41                                        | Goodstock Tokyo（東京都） ※無観客配信ライブ   | 「ある物語OP」 「言葉」 「だってアタシのヒーロー Alt.」 「ひじり17歳」 「ひじり19歳」 「昔むかしのよくある物語」 「空の向こうにある景色 Alt.」 「ある物語ED」 |
| 2021年3月18日     | maruxenon Live Vol.42                                        | Goodstock Tokyo（東京都） ※無観客配信ライブ   | [ 56 ] |
| 2021年4月7日      | maruxenon Live Vol.43                                        | CLUB CRAWL（東京都）                          | [ 57 ] |
| 2021年8月5日      | maruxenon Live Vol.45                                        | CLUB CRAWL（東京都）                          | [ 58 ] |
| 2022年10月17日    | maruxenon Live Vol.53                                        | 青山月見ル君想フ（東京都）                    | [ 59 ] |
| 2023年2月13日     | maruxenon Live Vol.55                                        | CLUB CRAWL（東京都）                          | [ 60 ] |
| 2023年4月28日     | maruxenon Live Vol.57                                        | 青山月見ル君想フ（東京都）                    | [ 61 ] |
| 2024年5月4日      | SMA 50th Anniversary presents SMA VOICE Special Live vol.2.0 | 森のホール21（千葉県）                        | |

### イベント
| 出演日         | タイトル | 会場                         |
| -------------- | --- | ---------------------------- |
| 2019年3月2日   | インターネットラジオステーション＜音泉＞祭り 2019冬                                                           | 舞浜アンフィシアター         |
| 2019年11月2日  | BATON=RELAY WORKSHOP vol.2                                                                                    | 町田市文化交流センターホール |
| 2020年2月2日   | インターネットラジオステーション＜音泉＞祭り 2020冬                                                           | なかのZERO                   |
| 2021年6月12日  | インターネットラジオステーション＜音泉＞祭り 2021春 ～UPDATE～                                                | 舞浜アンフィシアター         |
| 2022年12月10日 | 音泉女子高生 ～卒業式～ / さやとみはるのさんかくカンケイ はじめてのホームパーティー in聖蹟桜ヶ丘駅 家賃15万円 | せいせきアウラホール         |
| 2023年3月10日  | 「声技の英雄」 スペシャルイベント                                                                             | harevutai                    |

### ユニットメンバー
1. 1 2  桜美聡（白花恋香）、日向葉澄（矢野妃菜喜）、小見川薫（白河みずな）、神宮凜々花（星希成奏）、五条咲（たけだまりこ）、高橋京子（ペイトン尚未）、千歳つくし（小坂澄）、椛坂冬華（石飛恵里花）、白川琴音（澤田真里愛）、広瀬晶（水野朔）、新瑞なお（潮先夏海）、神崎千里（橘一花）、戸田有理（鳴海夏音）、村山萌（日原あゆみ）、天神茉莉（美久月楓）、瀬戸ひなの（春咲暖）
2. 1 2  桜美聡（白花恋香）、日向葉澄（矢野妃菜喜）、小見川薫（白河みずな）、神宮凜々花（星希成奏）
3. ↑  美山鈴音（矢野妃菜喜）、花野井玲那（水野朔）、濱栗広海（南雲希美）、今鵜凪咲（荒井瑠里）、八木野土香（羊宮妃那）、淀川逢生（岩橋由佳）、小泉詩（白河みずな）、山鹿栞（花井美春）、当麻まこ（下地紫野）
4. ↑  小泉詩（白河みずな）、山鹿栞（花井美春）、当麻まこ（下地紫野）
5. ↑  白河みずな、辻史人、酒井夏海、櫻井和久、悠月ひまり、天里月乃、双葉莉子
6. ↑  林鼓子、白河みずな
7. ↑  天里月乃、白河みずな、悠月ひまり
8. ↑  春咲暖、白河みずな、橘一花